# 義大利牛肉
意大利牛肉三明治，起源于芝加哥，其由薄薄且經调味的烤牛肉片组成，用文火煨製，並將其放在長長的法式麵包卷上。其历史至少可以追溯到1930年代。 
面包本身取決於用餐者的喜好，经常蘸入煮肉的汁液中，而三明治上面則通常放上芝加哥风格的義式醃漬蔬菜（giardiniera），或者炒过的绿色意大利甜椒（希臘金椒）。
意大利牛肉三明治常见于伊利诺伊州东北部、威斯康星州东南部（尤其是基诺沙）、印第安纳州西北部、韦恩堡和印第安纳波利斯的热狗摊、比萨饼店以及意大利美式餐厅。此外，在芝加哥的僑民亦於美国各地开设供应意大利牛肉的餐厅。

## 准备工作
意式牛肉是使用腰部后部或上/下圆部的牛肉切块制成的，它们在大蒜、牛至和香料的高汤中湿烤，直到完全煮熟。牛肉在≤350 °F（177 °C）的温度下烘烤；这会导致重量减少多达45%，但也会产生三明治著名的汁水。然后将肉冷却，用熟食切片机切成薄片，然后重新放入重新加热的牛肉高汤中。牛肉然后在高汤中浸泡，通常持续几小时。然而，这种过程的低效性已经开始引起许多较大的意式牛肉生产商和零售商的担忧。为了应对这个问题，一些人尝试通过降低烹饪温度并将牛肉放入食品级聚酯和尼龙烹饪袋中，从而改变牛肉的外观。 尽管这种缩短的时间足以将牛肉煮熟，但它不允许完全收集汁水。因为传统的意式牛肉会在自己的烘烤肉汁中蘸湿，当使用这种更高效的方法时，三明治的特点会受到影响。一些公司添加味精、磷酸盐和其他添加剂，以尝试获得更高的产量。

## 变种
根据口味的不同，汁水的多少有所不同。从一个摊位到另一个摊位的名称也有所不同，但“湿”或“蘸”意味着面包会迅速蘸入汁水中；“多汁”意味着更湿润；而“浸泡”则表示面包浸透。
大多数芝加哥的牛肉餐厅还提供“组合”，在三明治中加入烤意式香肠。不同的餐馆提供辣或温和的香肠，或者两者都有。
典型的牛肉订单包括：
- “热蘸”：意式牛肉放在浸泡过汁水的面包上，再加上瓜尔第内拉。
- “热蘸组合”：意式牛肉和香肠放在浸泡过汁水的面包上，再加上瓜尔第内拉。
- “甜干”：意式牛肉放在干面包上，再加上甜椒。
- “肉汁面包”：无肉的意式面包浸泡在意式牛肉的汁水中，[5] 通常配以辣椒或瓜尔第内拉。在一些地方也称为“Soakers”或“Juice-ons”。
- “芝士牛肉”或“芝士”：意式牛肉搭配奶酪（普罗沃洛尼、马苏里拉或很少见的切达奶酪）；并非所有摊位都提供这种选择。
- “芝士牛肉蒜香”：意式牛肉搭配奶酪（普罗沃洛尼、马苏里拉或很少见的切达奶酪），面包预先烘烤并像传统蒜香面包一样调味；并非所有摊位都提供这种选择。

一些人点“三重双倍”，包括双份奶酪、双份香肠和双份牛肉。其他更不常见的变种包括用大号羊角面包代替意式面包或加入玛利亚纳酱。